# Limbobotys
Limbobotys là một chi bướm đêm thuộc họ Crambidae.